# NLC-Weite
Die NLC-Weite ist ein Begriff aus der Graphentheorie und weist jedem ungerichteten Graphen eine natürliche Zahl zu. Auf Graphen mit beschränkter NLC-Weite lassen sich bestimmte schwere Probleme
wie zum Beispiel MAX-CUT oder das Hamiltonkreisproblem in polynomieller Zeit lösen.

## Definition
Der Begriff der NLC-Weite wurde von 1994 von Wanke eingeführt. Für die Definition der NLC-Weite ist der Begriff des k-markierten Graphen wichtig:

### k-markierter Graph
- Für ein  {\displaystyle \,k\in \mathbb {N} } sei {\displaystyle \lbrack k\rbrack \,:=\lbrace 1,\ldots ,k\rbrace }
- Ein k-markierter Graph {\displaystyle \ G=(V_{G},E_{G},lab_{G})\ } ist ein Graph {\displaystyle \ (V_{G},E_{G})\ }, dessen Knoten mit einer Markierungsabbildung {\displaystyle \,lab_{G}:V_{G}\rightarrow \lbrack k\rbrack } markiert werden
- Ein Graph mit genau einem mit {\displaystyle i\in \lbrack k\rbrack } markierten Knoten wird mit {\displaystyle \bullet _{i}} bezeichnet

### Definition
Die NLC-Weite eines k-markierten Graphen {\displaystyle G} ist die kleinste natürliche Zahl {\displaystyle k,} sodass {\displaystyle G} in der Graphklasse {\displaystyle NLC_{k}} liegt.
Dabei ist {\displaystyle NLC_{k}} wie folgt rekursiv definiert:
1. Der {\displaystyle k}-markierte Graph {\displaystyle \bullet _{i}} ist für ein {\displaystyle i\in \lbrack k\rbrack } in {\displaystyle NLC_{k}}
2. Seien {\displaystyle G=(V_{G},E_{G},lab_{G})} und {\displaystyle J=(V_{J},E_{J},lab_{J})} in {\displaystyle NLC_{k}}. Weiterhin seien {\displaystyle G} und {\displaystyle J} knotendisjunkt und {\displaystyle S\subseteq \lbrack k\rbrack ^{2}} eine Relation. Dann ist auch der {\displaystyle k}-markierte Graph
{\displaystyle G\times _{S}J=(V',E',lab')}
in {\displaystyle NLC_{k}}, mit
{\displaystyle V'=V_{G}\cup V_{J}},
{\displaystyle E'=E_{G}\cup E_{J}\cup \lbrace \lbrace u,v\rbrace |u\in V_{G},v\in V_{J},(lab_{G}(u),lab_{J}(v))\in S\rbrace } und
{\displaystyle lab'(u)={\begin{cases}lab_{G}(u),&{\text{falls }}u\in V_{G}\\lab_{J}(u),&{\text{falls }}u\in V_{J}\end{cases}}}
für alle {\displaystyle u\in V'}.
3. Seien {\displaystyle G=(V_{G},E_{G},lab_{G})\in NLC_{k}} ein {\displaystyle k}-markierter Graph und {\displaystyle R:\lbrack k\rbrack \rightarrow \lbrack k\rbrack } eine totale Funktion. Dann ist auch der {\displaystyle k}-markierte Graph
{\displaystyle \circ _{R}(G)=(V_{G},E_{G},lab')}
in {\displaystyle NLC_{k}} mit {\displaystyle lab'(u)=R(lab(u))\qquad \forall u\in V_{G}}.

## Beispiel
Die nachfolgende Tabelle demonstriert die Konstruktion des "Haus vom Nikolaus"-Graphen mithilfe der oben definierten Operationen:
| NLC-Operation                                                                     | Darstellung des Graphen |
| --------------------------------------------------------------------------------- | ----------------------- |
| {\displaystyle G_{1}=\bullet _{1}\times _{\lbrace (1,2)\rbrace }\bullet _{2}}     |                         |
| {\displaystyle G_{2}=\bullet _{3}\times _{\lbrace (3,4)\rbrace }\bullet _{4}}     |                         |
| {\displaystyle G_{3}=G_{1}\times _{\lbrace (1,3),(1,4),(2,3),(2,4)\rbrace }G_{2}} |                         |
| {\displaystyle G_{4}=\circ _{\lbrace (1,1),(2,1),(3,3),(4,3)\rbrace }(G_{3})}     |                         |
| {\displaystyle G_{Nikolaus}=G_{4}\times _{\lbrace (3,2)\rbrace }\bullet _{2}}     |                         |

Es gilt somit {\displaystyle G_{Nikolaus}\in NLC_{4}}. {\displaystyle G_{Nikolaus}} hat weiterhin eine NLC-Weite von 1, da {\displaystyle G_{Nikolaus}} ein Co-Graph ist.

## NLC-Weite spezieller Graphklassen
Die NLC-Weiten der folgenden Graphklassen lassen sich wie folgt nach oben abschätzen:
- Jeder Co-Graph hat eine NLC-Weite von 1
- Bäume haben eine NLC-Weite von höchstens 3
- Kreise haben eine NLC-Weite von höchstens 4

## Zusammenhang zur Cliquenweite
Für jeden ungerichteten Graphen {\displaystyle G} mit NLC-Weite {\displaystyle nlcw(G)} und Cliquenweite {\displaystyle cw(G)} gilt:
{\displaystyle nlcw(G)\leq cw(G)\leq 2\cdot nlcw(G).}